# Gerard Mols
Gerardus Petrus Marcus Franciscus (Gerard) Mols (Loenen aan de Vecht, 1951) is een Nederlandse hoogleraar. Hij was tot 2012 rector magnificus van de Universiteit Maastricht en is tevens hoogleraar strafrecht en strafprocesrecht bij de Faculteit der Rechtsgeleerdheid.
In de jaren zeventig en tachtig hield Mols zich bezig met politieke verdediging, destijds een "trendy" specialisme voor aanstormende, vooral jeugdige rechtsgeleerden. Zo behartigde hij de belangen van de maoïst Henk Wubben, maakte hij deel uit van het Medisch-Juridisch Comité voor Politieke Gevangenen (MJC), en was hij raadsman in de zaak Rolf Heissler. Later maakte hij deel uit van een team dat Johan V., alias 'de Hakkelaar', verdedigde.
In 1982 promoveerde Mols aan de Universiteit Utrecht op het proefschrift Strafbare samenspanning. Een rechtshistorisch en rechtsvergelijkend onderzoek. In 1981 was hij betrokken bij de oprichting van de rechtenfaculteit van de toenmalige Rijksuniversiteit Limburg. In 1988 werd hij benoemd tot hoogleraar strafrecht en in 1992 tot decaan van de Faculteit der Rechtsgeleerdheid, een functie die hij tot 2003 uitoefende. Hij was ook rechter-plaatsvervanger bij de rechtbank Maastricht en de rechtbank Den Bosch.
In 2012 werd Mols directielid van The Maastricht Forensic Institute (TMFI).
Hij is op 15 juni 2007 in het huwelijk getreden met mr. Corrie Bohlen, kandidaat-notaris te Roermond. Ook haar echtgenoot zelf werkt in het notariaat.
- Gemeinsame Normdatei: 1114851523
- International Standard Name Identifier: 0000 0000 2677 5243
- Library of Congress Control Number: n82212047
- NARCIS: PRS1236082
- Nederlandse Thesaurus van Auteursnamen: 069066299
- Système universitaire de documentation: 242755275
- Virtual International Authority File: 38274119
- WorldCat: E39PBJfMpqk4pjqjgtMv83xdQq